# Пастернак, Зинаида Николаевна
Зинаи́да Никола́евна Пастерна́к (в девичестве Ереме́ева, в первом браке — Нейга́уз, 11 (23) ноября 1897, Санкт-Петербург — 23 июня 1966, Москва) — первая жена пианиста Генриха Нейгауза, вторая жена поэта Бориса Пастернака, мать музыканта Станислава Нейгауза. Автор книги «Воспоминания», адресат ряда стихотворений Пастернака, включённых в сборник «Второе рождение» (1932).

## Детство и юность
Зинаида Николаевна родилась в Петербурге в семье генерала русской армии Еремеева. Её отец, который был на 25 лет старше жены-итальянки, скончался в 1904 году. После смерти генерала его вдове и детям была выделена пенсия в сумме 150 золотых рублей; кроме того, Зинаида и её старшие сестры получили возможность бесплатно учиться в институте принца Ольденбургского. В годы Первой мировой войны в аудиториях учебного заведения стали размещать раненых. Зинаида ночами работала в госпитале сестрой милосердия, а днём брала уроки музыки. После окончания института с серебряной медалью она поступила в консерваторию на средний курс.

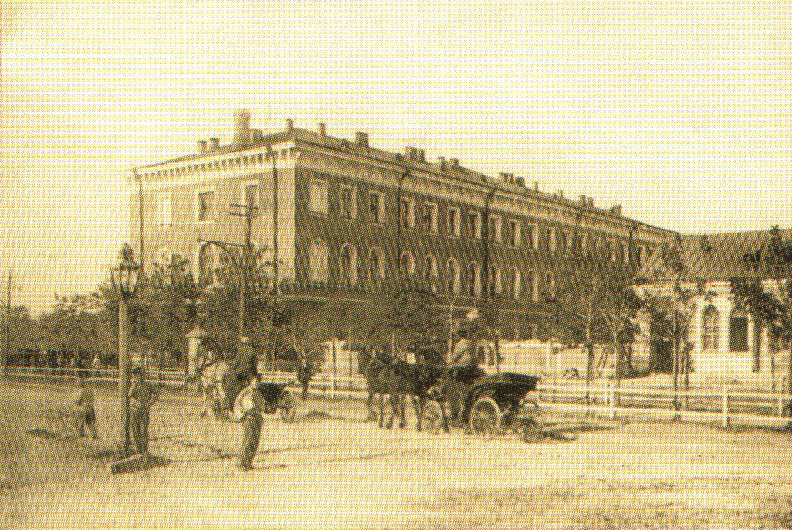
Елисаветград. Театральная площадь. Начало XX века

Летом 1917 года Еремеевы переехали из Петрограда к родственникам в Елисаветград. В один из дней молодая пианистка увидела афишу, извещавшую о концерте профессора Тифлисской консерватории Генриха Нейгауза; в программу были включены произведения Шумана, Шопена, Баха. Как вспоминала позже Зинаида Николаевна, после первых аккордов она поняла, что на сцене находится пианист, «не уступающий, а во многих отношениях и превышающий всё слышанное ранее». На следующий день она пришла к музыканту домой и попросила взять её в ученицы; после прослушивания этюдов Шопена Нейгауз, отметивший, что постановка рук гостьи нуждается в коррекции, дал согласие. Через два года, получив приглашение на работу в Киевской консерватории, Генрих Густавович предложил своей ученице отправиться вместе с ним. Там, «в болезнях, лишениях и голоде», началась их совместная жизнь.

## Первое замужество. Генрих Нейгауз

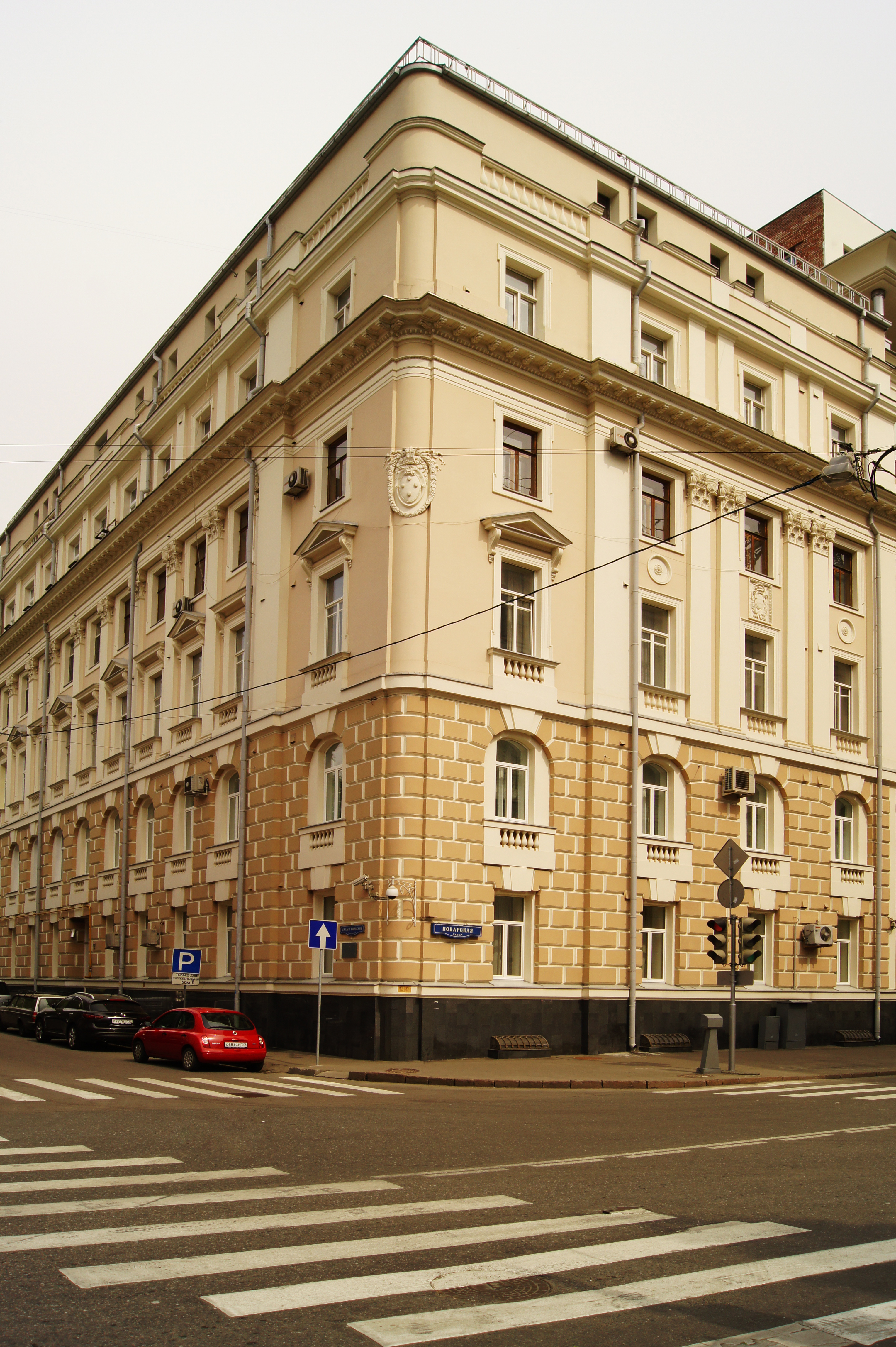
Поварская улица, 28, строение 1

В 1919—1920 годах, несмотря на проблемы с продуктами и отоплением, Нейгауз продолжал давать концерты; его молодая жена также принимала в них участие. В особо холодные дни пианист играл в шубе и перчатках; зрители в зале сидели в верхней одежде. Зинаида Николаевна рассказывала, что на деньги, полученные после выступлений, им удавалось купить «два пучка укропа»: «Мы голодали, спускали вещи». В 1922 году, когда Нейгауз стал преподавателем Московской консерватории, семья переехала в столицу СССР и получила комнату в доме № 28 (строение 1) на Поварской улице, где в советские годы селили музыкантов — там жили композитор Михаил Ипполитов-Иванов и ученик Густава Нейгауза Феликс Блуменфельд.
В 1925 году Зинаида Николаевна родила сына Адриана, которого близкие звали Адиком. Через два года на свет появился мальчик, названный Станиславом. Жить в комнате, где росли двое детей, стояли два рояля и постоянно находились ученики Нейгауза, было тяжело, поэтому большим событием в жизни семьи стал переезд в 1928 году в отдельную трёхкомнатную квартиру, находившуюся в Трубниковском переулке. Именно туда одна из подруг Зинаиды Николаевны — жена литературоведа Валентина Асмуса Ирина Сергеевна — принесла однажды сборник стихов Бориса Пастернака «Поверх барьеров». Имя автора ничего не говорило хозяйке дома, и на предложение познакомиться с поэтом она долго отвечала отказом. Тем не менее встреча Пастернака и Нейгаузов состоялась — о зарождающейся дружбе Борис Леонидович сообщал в письме родителям как о «единственной отраде»: «У нас, нескольких его [Нейгауза] друзей, вошло в обычай после концерта остаток ночи проводить друг у друга… Последний раз он играл с Кёнеманом». В свою очередь, Зинаида Николаевна признавалась в книге воспоминаний, что поначалу достаточно прохладно относилась к стихам, читаемым в её присутствии Пастернаком: «Я была покорена им как человеком, но как поэт он был мне мало доступен».
Летом 1930 года несколько семей, включая Пастернаков и Нейгаузов, решили провести время на даче под Киевом. Все хлопоты по поиску домов взяла на себя Зинаида Николаевна — благодаря её энергии в Ирпень из Москвы был даже доставлен рояль Генриха Густавовича. Пастернак воспринял смену обстановки с воодушевлением — в письме своей двоюродной сестре Ольге Фрейденберг он рассказывал, что попал в мир изолированный, но «здоровый и полный»: «Мне давно, давно уже не работалось так, как там, в Ирпене». Застав однажды Зинаиду Николаевну на веранде во время уборки, поэт признался, что его отец — художник Леонид Пастернак — «был бы восхищён» её внешностью. В этот период главными мотивами его стихотворений были музыка и ярость природы — они, в частности, присутствовали в его произведении «Вторая баллада», посвящённом Зинаиде Николаевне: «Ревёт фагот, трубит набат, / На даче спят под шум без плоти. / Под ровный шум на ровной ноте, / Под ветра яростный надсад».
Разводы Зинаиды Николаевны с Генрихом Густавовичем, а Пастернака — с первой женой Евгенией Владимировной были тяжёлыми. В течение двух следующих лет Нейгаузы то расставались, то восстанавливали семейные отношения; пианист, пытаясь вернуть жену, отменял гастроли. Зинаида Николаевна, пытаясь разобраться в своих чувствах, сначала уехала с сыном Адиком в Киев, затем вместе с Борисом Леонидовичем — в Грузию, к друзьям поэта. В одном из писем, адресованных Ольге Фрейденберг, Пастернак сообщал: «Между прочим, я травился в те месяцы и спасла меня Зина. Ах, страшная была зима». Попытка самоубийства, предпринятая поэтом в феврале 1932 года, была связана с решением Зинаиды Николаевны вернуться к мужу. Как вспоминал Борис Леонидович, поняв, что жизнь после её ухода утратила смысл, он явился в дом к Нейгаузам и выпил стоящий на полочке флакон йода: «Меня спасло то, что она [Зинаида Николаевна] на войне была сестрой милосердия. Первую помощь подала она, потом побежала за доктором» . Окончательная точка была поставлена в том же 1932 году в загсе, где Зинаида Николаевна официально стала женой Бориса Пастернака.

## Второе замужество. Борис Пастернак
В 1930-х годах Пастернак много ездил по стране. В одну из командировок, организованную по приглашению Свердловского обкома партии, он взял с собой Зинаиду Николаевну и её детей: Борису Леонидовичу хотелось показать жене пейзажи Урала. Согласно плану, составленному принимающей стороной, Пастернак должен был написать произведение, рассказывающее об индустриализации или создании колхозов. Несмотря на то, что условия проживания семьи в Свердловской области были приемлемыми (их поселили в четырёхкомнатном доме на озере Шарташ, а кормили в обкомовской столовой, где в меню значились «горячие пирожные и чёрная икра»), поэт настоял на досрочном возвращении в Москву: «Он перестал есть, начал кричать на жену, негодуя, что его послали за восторженными очерками, а на деле кругом нищета и унижение, которые старательно прячут от гостей». По прибытии в столицу Борис Леонидович пришёл в Федерацию объединений советских писателей и попросил больше не направлять его в такие творческие командировки.
Поначалу семья жила в квартире Пастернака на Волхонке. В середине 1930-х годов началось строительство кооператива «Советский писатель» в Лаврушинском переулке и одновременно — выделение участков для дач литераторов в Переделкине. Всеми бытовыми и хозяйственными вопросами занималась Зинаида Николаевна, которая и в первом, и во втором браке видела своё предназначение в умении создать для творцов «такой дом, в котором они могли бы работать». Благодаря её усилиям небольшая двухкомнатная квартира на восьмом этаже превратилась в двухэтажное четырёхкомнатное жилье — для этого жена Пастернака не только организовала перепланировку, но и добилась соответствующих разрешений в Моссовете.
Энергия и деловая хватка Зинаиды Николаевны не всегда вызывали симпатию у людей из окружения Пастернака. Так, Анна Ахматова, бывавшая в их доме, весьма резко отзывалась о Зинаиде Николаевне, называла её «воплощённым антиискусством» и обвиняла в том, что «сойдясь с ней, Борис перестал писать стихи». В то же время художник Роберт Фальк в своих воспоминаниях рассказывал о ней как о яркой и пластичной женщине: «Я хорошо помню, как на одном из концертов Нейгауза, когда Борис Леонидович уже ухаживал за Зинаидой Николаевной, я увидел их в комнате перед артистической в Консерватории… Я никогда не забуду этого поворота головы, её профиля. Так она была прекрасна». Сам Пастернак в одном из адресованных ей писем признавался:

Страсть к тебе есть огромное, заплаканное, безмолвно ставящее людей на колени званье, и любить значит любить тебя, любить же тебя значит существовать в посланничестве, в посланничестве ночи леса и соловьиного свиста. Милая жизнь моя, ты — моя жизнь впервые непререкаемая, как до сих пор — в одиночестве.
В 1938 году Зинаида Николаевна родила третьего сына, названного в честь отца Пастернака Леонидом. По словам литературоведа Анны Сергеевой-Клятис, это было «последнее радостное событие в семье Пастернаков, вскоре вместе со всей страной погрузившейся в пучину войны с сопутствующими ей бедствиями».

## Военные годы. Эвакуация
Летом 1941 года Литературный фонд СССР организовал отъезд жён и детей писателей в эвакуацию. Перемещение в глубь страны стало для семьи драмой, потому что шестнадцатилетний Адриан Нейгауз находился в это время в санатории на послеоперационной реабилитации. Пастернак, остававшийся в Москве, пообещал заботиться об Адриане и при первой возможности организовать его отъезд. Покидая Москву с младшими детьми, Зинаида Николаевна забрала с собой письма и некоторые рукописи Бориса Леонидовича. В поезде, направлявшемся на восток, ехало около двухсот детей. В этом своеобразном детдоме на жену Пастернака были возложены функции сестры-хозяйки.
В течение трёх месяцев большая группа эвакуированных жила в посёлке Берсут недалеко от Казани. Осенью «детдомовцев» перевели в Чистополь. От Пастернака время от времени с оказией поступали письма. В одном из них поэт, ценивший деятельную энергию жены, признавался: «Я люблю тебя больше всего на свете, твои глаза, твой нрав, твою быстроту и ничего не боящуюся грубую и жаркую работу». Позже Борис Леонидович, проводивший Адриана в эвакуацию в Свердловск, сам прибыл в Чистополь. Как вспоминала Зинаида Николаевна, с этого момента хлопот у неё прибавилось, потому что муж нуждался в отдельной заботе: «Я бегала на рынок покупать Боре на завтрак и ужин (обеды все писатели брали у нас в детдоме) и стирала его бельё. Он по нескольку раз в день приходил ко мне в детдом, отвлекая от работы, но на него никто не сердился — его обаяние покоряло всех».
В 1943 году семья вернулась в Москву, где за время войны не только была уничтожена вся мебель на переделкинской даче и в квартире в Лаврушинском переулке, но и пропали спрятанные Борисом Леонидовичем картины его отца. 1945 год принёс новые страдания: после долгой болезни скончался старший сын Зинаиды Николаевны и Генриха Густавовича — Адриан Нейгауз. Смерть Адика изменила ситуацию в семье Пастернаков: по признанию Зинаиды Николаевны, с этого времени «близкие отношения казались ей кощунственными». Началось постепенное отдаление супругов друг от друга — отныне их связывал в основном только быт.

## Зинаида Пастернак и Ольга Ивинская
Во второй половине 1940-х годов у Пастернака, по словам публициста Дмитрия Быкова, начались два романа: один был связан с появлением в его жизни сотрудницы журнала «Новый мир» Ольги Ивинской, другой — с работой над большим прозаическим произведением. Об отношениях Бориса Леонидовича с Ивинской Зинаида Николаевна узнала из записки, найденной в кабинете мужа. Ситуация внутри «треугольника» складывалась тяжело: с одной стороны, Пастернак пообещал жене прекратить отношения с Ольгой Всеволодовной (свидетельством искренности его намерений служит запись, сделанная в 1949 году: «Зине, моей единственной. Когда умру, не верь никому. Только ты была моей полной, до конца понятой, до конца доведённой жизнью»); с другой — не мог не откликнуться на безоглядность чувств со стороны Ивинской.
Жена и подруга поэта по-разному трактовали в своих воспоминаниях события того времени. Ольга Ивинская в книге «Годы с Пастернаком и без него» утверждала, что Бориса Леонидовича «душила жалость к семье» и он «испытывал страх» перед супругой, «её железным характером и голосом». В свою очередь, Зинаида Николаевна, признавая свою вину за то, что «забросила Борю», рассказывала о «телефонном шантаже», устраиваемом соперницей и людьми из её окружения. Со второй половины 1950-х годов, когда семья Пастернака окончательно поселилась на даче в Переделкине, определённая часть жизни Бориса Леонидовича, по словам Зинаиды Николаевны, осталась вне поля её зрения:

Я ни во что не вмешивалась и даже не касалась материальных дел… Боря был очень внимателен и нежен ко мне, и эта жизнь меня вполне устраивала. Все мои друзья негодовали по поводу моей позиции невмешательства, давали мне разные советы и говорили с Борей на эту тему. Мне трудно писать об этом, ведь своими глазами я ничего не видела и видеть не хотела.
.

## После смерти Пастернака
В апреле 1960 года состояние здоровья Пастернака резко ухудшилось. О диагнозе поэт догадался сам, сообщив гостившей в доме вдове поэта Тициана Табидзе Нине, что у него рак лёгкого, и попросив: «Не пугайте Зину и Лёнечку». В течение полутора месяцев близкие и друзья изыскивали возможности для спасения Бориса Леонидовича, однако их усилия оказались напрасными: 30 мая, незадолго до полуночи, Пастернак скончался на переделкинской даче, в присутствии врачей, жены и сыновей Евгения и Леонида. Ранним утром в дом вошла Ивинская. Зинаида Николаевна не стала возражать против её появления, и Ольга Всеволодовна долго сидела у постели умершего поэта.
В день похорон нобелевского лауреата, состоявшихся 2 июня, неизвестные повесили на здании Киевского вокзала написанное чернилами объявление: «Товарищи! В ночь с 30 на 31 мая 1960 г. скончался один из Великих поэтов современности Борис Леонидович Пастернак. Гражданская панихида состоится сегодня в 15 час. Ст. Переделкино». Проститься с опальным поэтом прибыли, по разным данным, от двух до четырёх тысяч человек. Власти опасались провокаций, однако Зинаида Николаевна отреагировала на попытки литфондовских распорядителей отрегулировать ритуальные мероприятия весьма жёстко: «Стрелять не будут. Шествие состоит из рабочих и крестьян. Все его любили. Из этой любви никто не посмеет нарушить порядок».
В июле Зинаида Николаевна, нуждавшаяся в восстановлении сил, уехала с Ниной Табидзе в Грузию. Осенью, вернувшись в Москву, вдова Пастернака приступила к работе над архивными материалами. Много сил отняли у неё попытки издать посмертный сборник стихов Бориса Леонидовича — для этого она обращалась к заместителю генерального секретаря Союза советских писателей Николаю Тихонову, общалась с другими чиновниками; в итоге удалось создать комиссию по творческому наследию Пастернака.
Весной 1961 года, когда Зинаида Николаевна заболела, писатель Корней Чуковский сделал в дневнике запись: «Сейчас у З. Н. инфаркт, и в этом нет ничего удивительного. Странно, что его не было раньше — сколько намучилась эта несчастная женщина». Зная о тяжёлом финансовом положении вдовы, оставшейся после смерти мужа без материальных пособий и иных средств к существованию (книги Бориса Леонидовича в ту пору в СССР практически не издавались, а от западных изданий «Доктора Живаго» она гонораров не получала), несколько литераторов, включая Чуковского, Леонида Леонова, Константина Федина, отправили Первому секретарю ЦК КПСС Никите Хрущёву письмо с просьбой о назначении ей пенсии. Ни на это, ни на следующее обращение к властям ответа из Кремля не последовало.
Нападки на Пастернака продолжались и после его смерти. Когда писатель Михаил Шолохов упомянул в негативном ключе Бориса Леонидовича и его роман «Доктор Живаго» с трибуны XXIII съезда КПСС, Зинаида Николаевна отправила автору «Тихого Дона» достаточно резкое письмо, в котором, в частности, спросила:

Как Вам не стыдно строить намёки на поступок Пастернака? Чем Вы лучше Пастернака? Ваш герой Мелехов — тот же прототип Доктора Живаго… Вы поймите, что это очень близко, но Вам всё разрешено, потому что Вы коммунист, а роман Пастернака называют клеветническим, потому что ему не было разрешено.

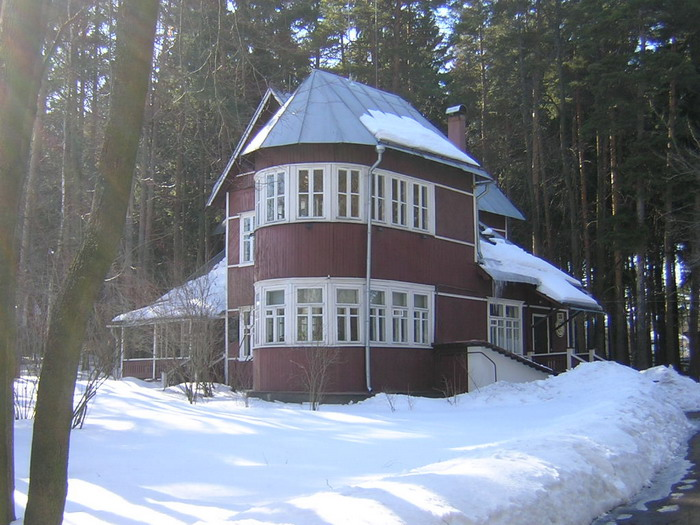
Дача Пастернака в Переделкине

Оправившись от инфаркта, Зинаида Николаевна приступила к написанию «Воспоминаний». Вначале она сама работала над рукописью, но затем из-за проблем со здоровьем вынуждена была воспользоваться помощью друга семьи — литератора Зои Масленниковой. В итоговом варианте, по замечанию исследователей, присутствует стилевое разночтение, при котором непосредственная авторская речь чередуется с записями, сделанными чужой рукой под диктовку. Внести в текст дополнения и исправления автор мемуаров не успела: 23 июня 1966 года она умерла от рака лёгких в своём загородном доме. Зинаиду Николаевну похоронили на кладбище в Переделкине рядом с Борисом Леонидовичем.

## Дети
Старший сын Зинаиды Николаевны — Адриан Генрихович Нейгауз (1925—1945) — в девятилетнем возрасте, спрыгнув с крыши гаража, получил тяжёлую травму, после которой в течение долгого времени лечился в санаториях и кремлёвском отделении Боткинской больницы; врачи диагностировали у него костный туберкулёз. В апреле 1945 года, после нескольких сложных операций, включая ампутацию ноги, Адриан умер на руках матери.
Средний сын — Станислав Генрихович Нейгауз (1927—1980) — с детства обучался музыке. В 1950 году он окончил Московскую государственную консерваторию, затем — аспирантуру, после чего много лет занимался концертной и педагогической деятельностью. Среди его учеников были лауреаты международных музыкальных конкурсов. В 1978 году Станислав Нейгауз получил звание народного артиста РСФСР.
Младший сын Зинаиды Николаевны — Леонид Борисович Пастернак (1938—1976) — был физиком. Он скончался «в возрасте доктора Живаго» в душный летний день от острой сердечной недостаточности, находясь за рулём автомобиля: «Это случилось на Манежной площади. „Всё сбылось“ — это ведь и территориально недалеко от Никитской, по которой ехал в трамвае умирающий Юрий Живаго».

## В лирике Бориса Пастернака
Часть лирики Пастернака, включённой в сборник «Второе рождение» (1932), посвящена Зинаиде Николаевне. Первым из произведений, в котором просматривается ощущение грядущих жизненных перемен, связанных с новой любовью поэта, исследователи называют стихотворение «Вторая баллада» — оно было создано под впечатлением от пребывания нескольких семей на даче под Киевом летом 1930 года. Рукопись была подарена Зинаиде Нейгауз. Герой баллады сквозь шум дождя видит тревожный сон с участием двух мальчиков: «Льёт дождь. На даче спят два сына, / Как только в раннем детстве спят», — речь идёт об Адриане и Станиславе Нейгаузах, в жизни которых, как предполагает поэт, скоро произойдут значительные перемены.
Образ Зинаиды Николаевны запечатлён в обращённом к ней стихотворении «Любить иных — тяжёлый крест…». Зная, что возлюбленная весьма прохладно воспринимала сложные метафоры в поэзии, Борис Леонидович пообещал ей писать максимально «просто». В одном из писем, датированных апрелем 1931 года, поэт признавался, что любовь к Зинаиде Нейгауз, умеющей «упрощать всё до полного счастья», дала ему возможность «открыто и просто» смотреть на окружающий мир. Эта подчёркнутая простота, по словам литературоведа Александра Жолковского, присутствует и в лексике, и в логических переходах, и в «рифменном репертуаре» произведения.
Зинаиде Нейгауз ещё до выхода сборника был подарен и автограф стихотворения «Любимая, — молвы слащавой…» («И я б хотел, чтоб после смерти, / Как мы замкнёмся и уйдём, / Тесней, чем сердце и предсердье, / Зарифмовали нас вдвоём»). Это произведение соотносится с письмом Пастернака от 14 мая 1931 года, в котором поэт рассказывал, что «огромная, огромная дружба», переросшая в любовь, стала причиной разбитых судеб. Создание стихотворения «Кругом семенящейся ватой» опять-таки сопровождалось авторским комментарием — в письме, адресованном Зинаиде Николаевне, Борис Леонидович утверждал: «Эти плохие и малозначащие стихи углубятся и станут лучше, когда за ними последуют другие, о том, как ты будешь учить меня и чему научишь». Во «Второе рождение» включено и стихотворение «Никого не будет в доме» («Ты появишься у двери / В чём-то белом, без причуд, / В чём-то впрямь из тех материй, / Из которых хлопья шьют»), получившее известность благодаря фильму Эльдара Рязанова «Ирония судьбы, или С лёгким паром!»:

Эта великолепная в своем лаконизме картина — белизна, тишина, ещё и усугубленная мягкостью снегопада, всегда приглушающего звуки,— призвана подготовить явление чуда, с которого новая жизнь начнётся, как с чистого листа… Две черты облика возлюбленной бросаются тут в глаза: простота — и природность. Это и станет у Пастернака надолго, до переделкинского цикла 1940 года, лейтмотивом всех обращений к теме новой реальности.